# 武川アイのプレシャス・ソングズ
『武川アイのプレシャス・ソングズ』（たけかわあいのプレシャス・ソングズ）は、CBCラジオでナイターオフ期に放送されていた音楽番組。パーソナリティーは武川アイ。2009年10月10日放送開始、2010年4月3日を以って放送終了。

## 放送時間
- 毎週土曜日 21:00〜21:30

## 主なコーナー
- メッセージコーナー
- ここにR東海　（隔週）
- プレシャス化石ソング　（隔週）